# Club Muntanyenc l'Hospitalet
El Club Muntanyenc l'Hospitalet és una entitat esportiva de l'Hospitalet de Llobregat que té l'objectiu de fomentar la pràctica de tots els esports que es fan a la muntanya. Creat al 1952 com a delegació local de la Unió Excursionista de Catalunya, el 1980 l'entitat es desvincula de la UEC i esdevingué entitat independent, passant a denominar-se Club Muntanyenc de l'Hospitalet.
Està inscrit amb el número 962 al registre de clubs esportius de la Direcció General de l’Esport de la Generalitat de Catalunya, és membre de la Federació d'Entitats Excursionistes de Catalunya, de la Federació Espanyola d'Esports de Muntanya i Escalada, de la Federació Catalana d'Espeleologia i de la Federació de Curses d'Orientació de Catalunya.
Destaca l'expedició “L’Hospitalet a l’Himàlaia” que l'any 1992 va aconseguir el primer vuit mil de l'entitat, el Gasherbrum II.
L'any 2002, per commemorar el 50è aniversari, es publicà el llibre titulat De la UEC al Club Muntanyenc. 50 anys d’excursionisme a l’Hospitalet, escrit pel soci Josep Ribas i editat pel Centre d’Estudis de l’Hospitalet. Un llibre que aplega la història de l'excursionisme a l'Hospitalet.

## Història
Com s'ha dit més amunt, el Club Muntanyenc l’Hospitalet es va constituir amb aquest nom el 1980, però els seus orígens tenen data del 1952, quan un grup de persones, amants de la muntanya i antics membres d'una entitat que havia existit abans de la guerra sota el nom de Grup Excursionista Saltadiç i també socis de l'Ateneu de Cultura Popular de l’Hospitalet, van decidir associar-se i crear una nova entitat excursionista a la ciutat. Com que en aquell moment el règim franquista no autoritzava la creació d’entitats excursionistes noves, van haver d’adherir-se a una d’existent, la Unió Excursionista de Catalunya, com una delegació local de la ciutat, amb el nom de Unió Excursionista de Catalunya de l’Hospitalet de Llobregat-Centre.
La seva primera etapa, del 1952 al 1966, va estar marcada per ser una etapa de resistència davant les autoritats polítiques locals. Es va crear l'agrupament escolta Guifré el Pilós, una escola de civisme d'on van sortir moltes persones que s'han compromès socialment i políticament amb la ciutat de l'Hospitalet.
Al 1966 es va iniciar un canvi generacional en què l'entitat va començar a fer activitats d'alta muntanya i espeleologia i les primeres expedicions internacionals. El 1980 va començar una etapa de fallida econòmica deguda a l'endeutament del consell general de la UEC i va ser llavors, el 1982, que l'assemblea de socis de l'entitat va acordar desvincular-se de la UEC i constituir-se en una entitat independent que, després d'una votació amb diferents propostes de nom, el juny d'aquell 1982 es va redundar i va passar a denominar-se Club Muntanyenc de l'Hospitalet. Així també va començar també l'etapa de màxima activitat muntanyenca amb expedicions als Andes i a l'Himàlaia.